# Cohaito
Cohàito o Cohaitò (in tigrino: ቆሓይቶ, traslitterato K'ḥay(ə)to), detta anche Colòe, fu un'importante ed antica città axumita, situata nell'odierna regione del Sud in Eritrea. Era un insediamento pre-axumita che prosperò durante il periodo axumita, sede estiva degli abitanti di Adulis e tappa importante sulla via che conduce ad Axum. La città era situata a oltre 2.500 metri sul livello del mare, su un altopiano ai margini della Rift Valley etiopica. L'antica città portuale di Adulis si trova direttamente a est, mentre il sito archeologico di Matara si trova a sud.
Nel 2011 il Paesaggio culturale di Cohaito è stato iscritto nell'elenco delle Candidature alla lista dei patrimoni dell'umanità dell'UNESCO.

## Storia

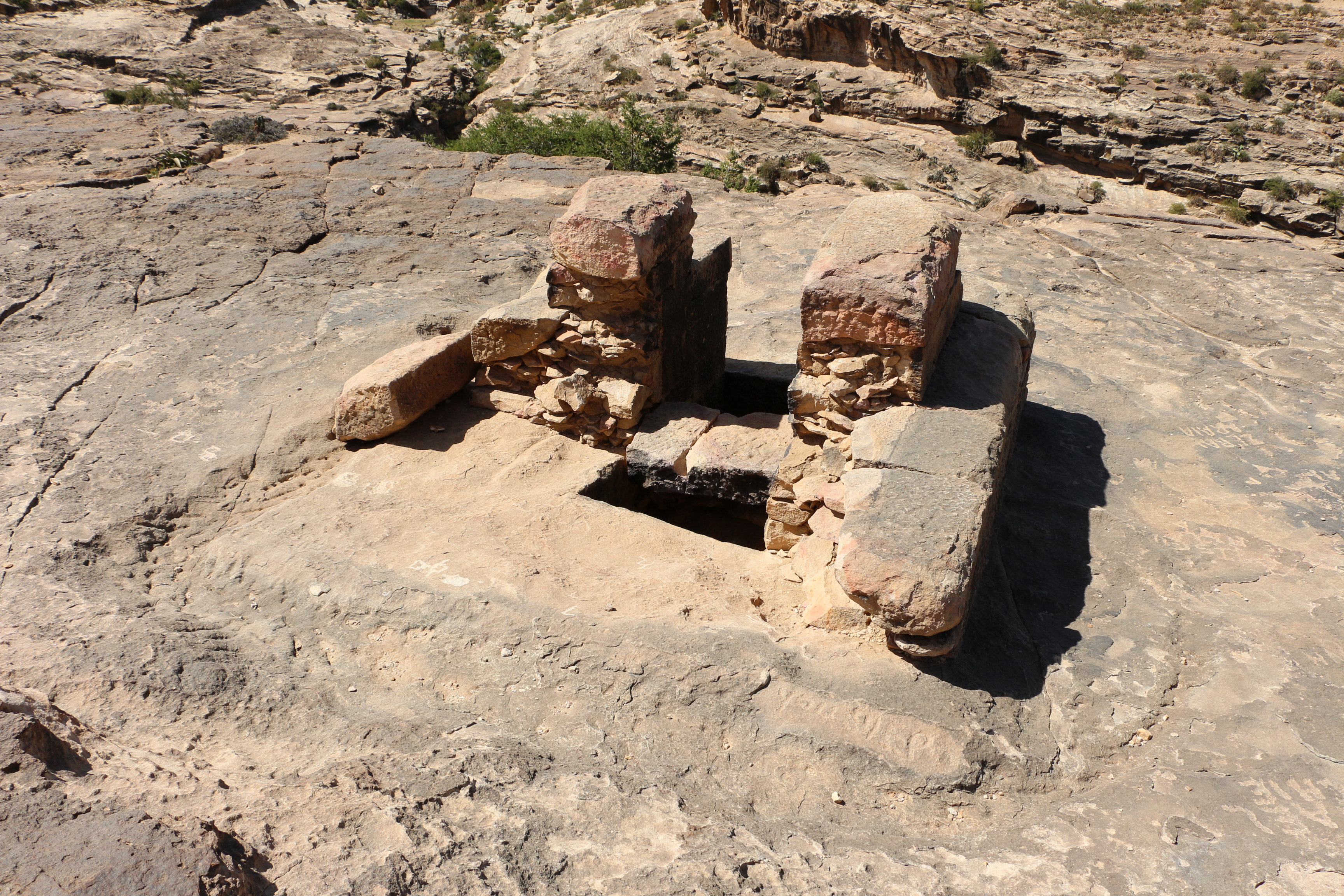
Ingresso della Tomba dell'egiziano sull'altopiano di Cohaito.

L'arte rupestre rinvenuta sull'altopiano di Cohaito sembra indicare un insediamento nell'area già dal V millennio a.C., mentre è noto che la città sopravvisse fino al VI secolo d.C. Il monte Emba Soira, la montagna più alta dell'Eritrea, si trova vicino al sito archeologico, così come un piccolo villaggio moderno.
Cohaito è spesso identificata come la città Coloe descritta nel Periplo del Mare Eritreo, un documento greco-romano datato alla fine del I secolo d.C. L'insediamento prosperò come tappa sulla rotta commerciale tra Adulis e Axum. Si pensa che i raccolti fossero intervallati dagli edifici della città. Questi antichi edifici includevano il tempio precristiano di Mariam Wakino e la diga di Sahira, che potrebbe anche essere pre-axumita.
Le rovine di Cohaito furono localizzate per la prima volta nel 1868 da una spedizione guidata dal britannico Clements Markham, anche se all'epoca furono erroneamente identificate come un "deposito greco". Tra il 1996 e 1998 una squadra del Museo nazionale dell'Eritrea ha condotto un'indagine sistematica e un inventario, in cui è stato notato che alcune parti erano state modificate o rovinate dagli abitanti nei decenni precedenti. Il sito archeologico correlato di Matara si trova a circa 15 chilometri a sud ed è stato scavato negli anni 1960.

## Descrizione

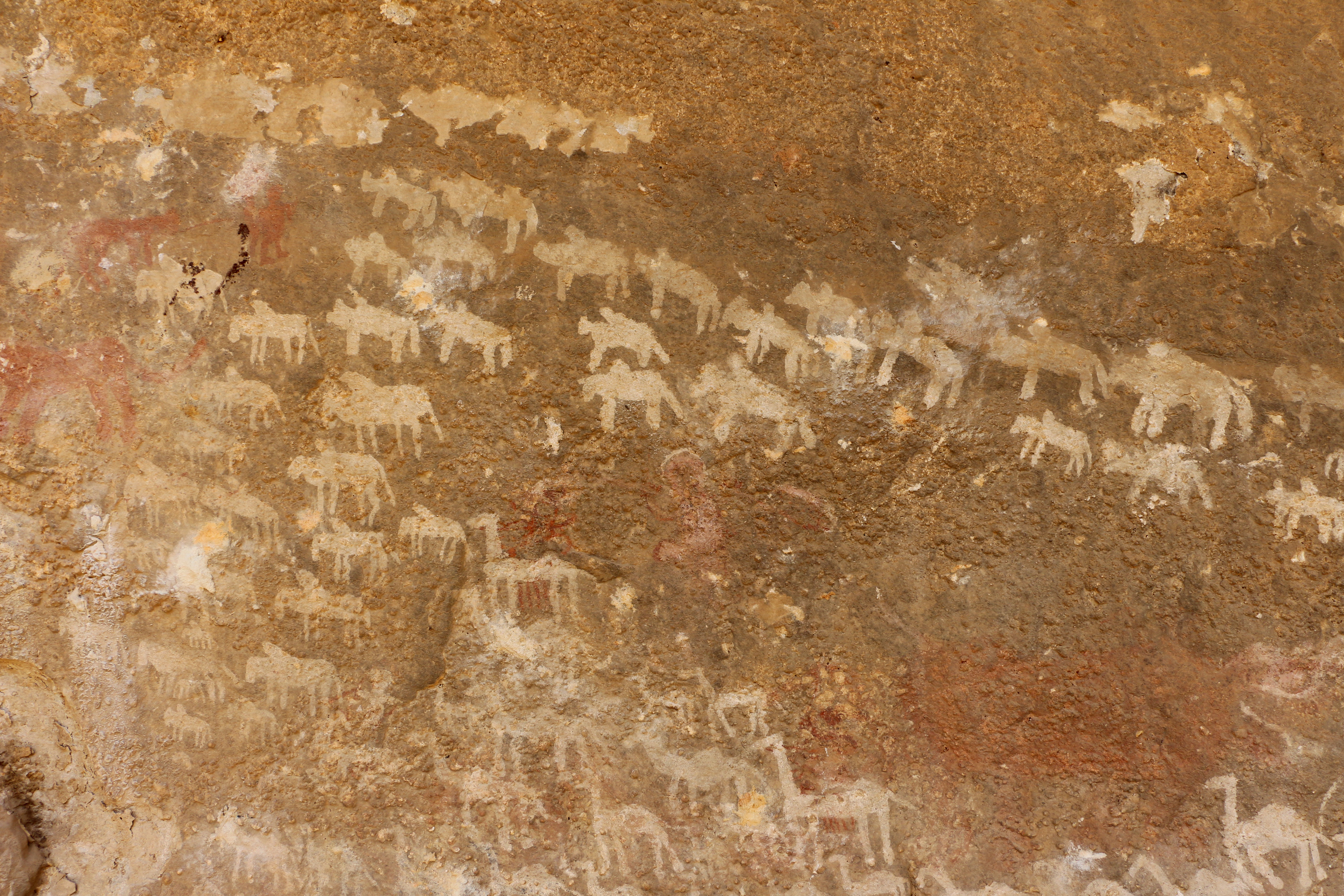
Arte rupestre nella grotta di Adi Alauti

Provenendo da Addì Caieh, si incontra dapprima il serbatoio di Safra, bacino di forma quadrata con lato di 70 metri per la raccolta dell'acqua, attribuito alla antica colonizzazione semitica. Il lato inferiore meridionale è sbarrato da un muro di blocchi squadrati du pietra, con quattro blocchi sporgenti con funzione di scala. Sul lato orientale vi sono i resti di un edificio di 20 per 22 metri (forse un santuario), mentre sul lato nord è presente un altro bacino ovale (55x25 m.) chiuso da un terrapieno.

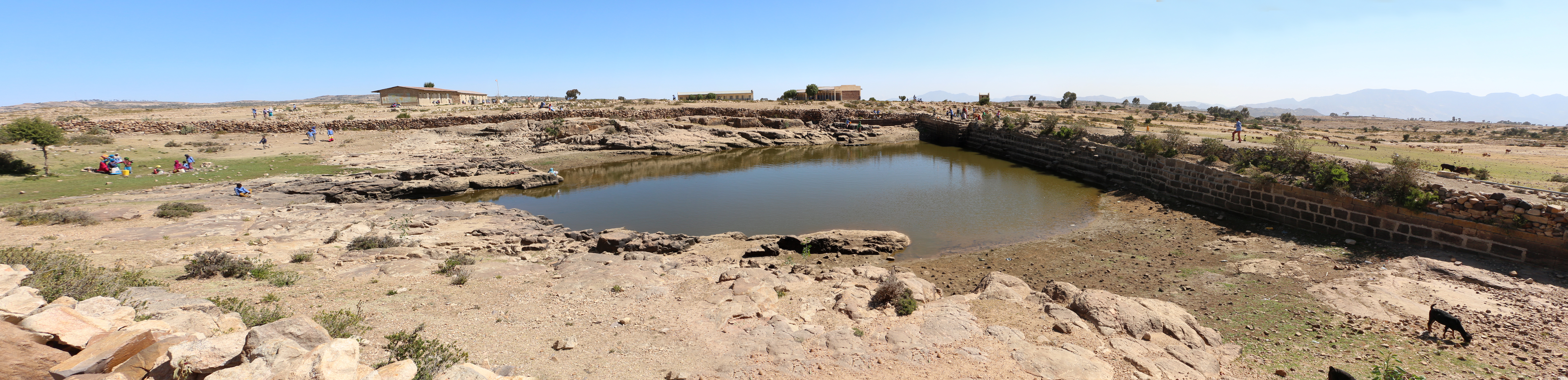
Diga axumita

Arte rupestre di Dera in Eritrea

Procedendo verso nord si trovano varie rovine, tra cui quelle di tre edifici. Il primo è un edificio rettangolare a quattro pilastri, di cui due ancora visibili; il secondo edificio chiamato Tempio di Mariam Uachiro, è probabilmente una chiesa a pianta rettangolare (14x25 m.) con tre navate separate da due file di sei pilastri, due dei quali conservano ancora i capitelli. Un centinaio di metri più a sud vi è un pilastro con capitello, resto di una terza costruzione quadrata. Immediatamente ad est della spianata, il terreno sprofonda in un pittoresco burrone (grande marmitta dei giganti), popolato da iraci, in cui vi sono varie tombe, graffiti e pitture rupestri in cui sono raffigurati cammelli e vacche.
Dal lato nordest del solco vallivo, che precipita nella valle dei Mai Elamsè, vi sono le rovine di un edificio rettangolare (9,30x12 m.) con quattro pilastri (di cui uno caduto), circondato da un cortile anch'esso rettangolare. Poco più a nord , quasi all'origine del solco vallivo, vi è un edificio rettangolare con sei tronchi di pilastri; nelle vicinanze è situata la cosiddetta Tomba dell'egiziano, sepolcro cristiano od ottomano a due posti di notevoli dimensioni. Da questo punto inizia un promontorio lungo 2 km e largo 1 km in direzione est, con pareti profonde centinaia di metri sugli orridi di Mai Andàl (nord) e Ugurachelò (sud); all'estremità dello sperone (situata a 2534 m s.l.m.) si gode di un grandioso panorama verso nordest sulle valli dell'alto Comailè verso il mare, su una serie di cime brulle che si susseguono come le onde di un mare pietrificato.
La grotta di Adi Alauti e un altro riparo presentano oltre 100 figure dipinte.

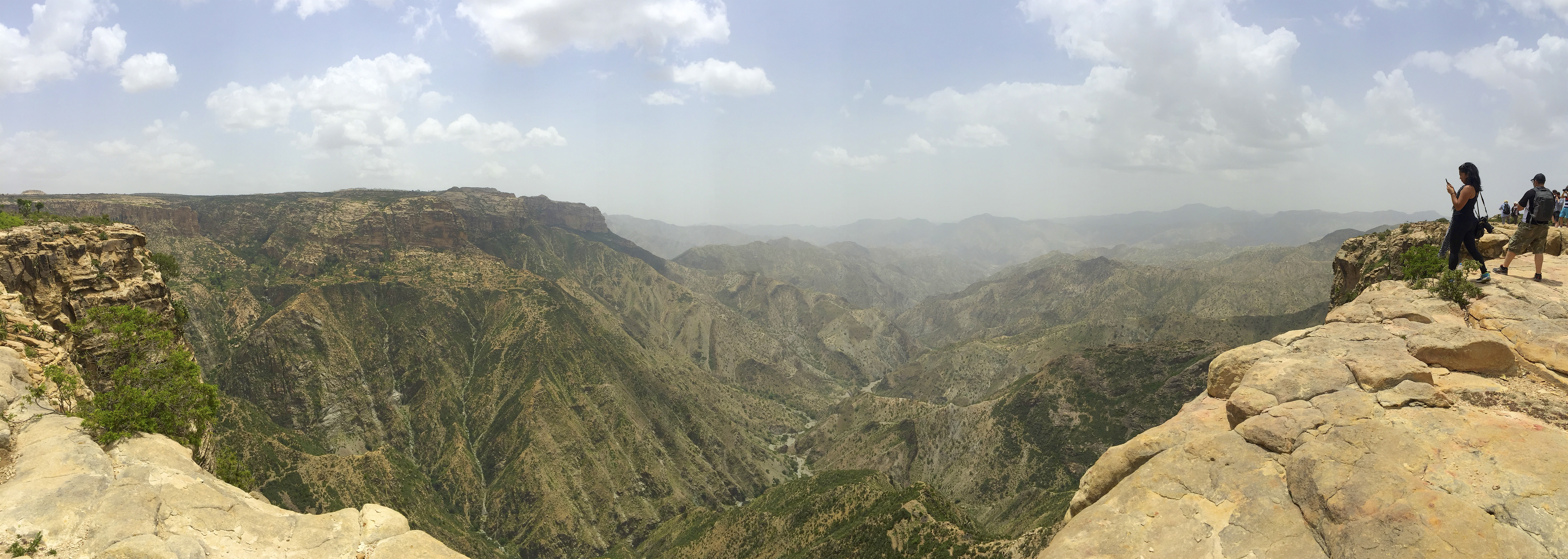
Il cosiddetto Grand Canyon eritreo